# Saudallygus curvatus
Saudallygus curvatus är en insektsart som beskrevs av Dlabola 1979. Saudallygus curvatus ingår i släktet Saudallygus och familjen dvärgstritar. Inga underarter finns listade i Catalogue of Life.